# Claudio de Guisa, (duque de Aumale)

Escudo de Armas de los duques de Aumale.

Claudio de Lorena, duque de Aumale ( Joinville 18 de agosto de 1526 - La Rochelle 3 de marzo de 1573) fue el tercer hijo del duque Claudio I de Guisa y Antonieta de Borbón-Vendome. Era un príncipe de Lorena por nacimiento.
En el marco del Tratado de Boulogne, que puso fin a la guerra del Rough Wooing, Claudio, marqués de Mayenne, fue uno de los seis rehenes franceses enviados a Inglaterra. Después de que su padre murió el 12 de abril de 1550, Claudio viajó a Escocia, con un pasaporte de Eduardo VI de fecha 11 de mayo, para ver a su hermana María de Guisa y escribió de Edimburgo el 18 de mayo que iba a ver las fortalezas de los alrededores.
El 1 de agosto de 1547 se casó con Luisa de Brézé (c. 1518 - enero 1577), dama de Anet, hija de Luis de Brézé, señor de Anet y Diana de Poitiers. Tuvieron once hijos:
- Enrique (21 de octubre de 1549  Château de Saint-Germain - agosto 1559), Conde de Valentinois
- Catalina Romula (8 de noviembre de 1550, Saint-Germain - 25 de junio de 1606), se casó el 11 de mayo de 1569 Nicolás de Mercoeur
- Magdalena Diana (n. 5 de febrero de 1554), d. joven
- Carlos de Aumale (1555-1631)
- Diana (11 10, 1558 hasta el 25 de junio de 1586, Ligny), se casó el 13 de noviembre de 1576 Francisco de Piney-Luxemburgo
- Antonieta (n. 9 de junio de 1560, Nancy), d. joven
- Antonieta Luisa (29 de septiembre de 1561, Joinville - 24 de agosto de 1643, Soissons), abadesa de Soissons.
- Antonio (n. 12 de noviembre de 1562), murió joven.
- Claudio (13 de diciembre de 1564 a 3 de enero de 1591, Saint-Denis), llamado el "Caballero de Aumale", abad de St.-Père-en-Valle, Chartres, Knight del Orden de Malta, el general de las galeras
- Carlos (25 de enero de 1566-7 de mayo de 1568, París)
- María (10 de junio de 1565 a 27 de enero de 1627), abadesa de Chelles

Cuando su hermano  Francisco ascendió como duque de Guisa en 1550 se cedió a Claudio el título de duque de Aumale. Fue asesinado por un disparo de culebrina mientras sitiaba infructuosamente junto al ejército real la ciudad protestante de La Rochelle durante las guerras de religión de Francia.